# 321 أكشن (فلم)
123 أكشن هو فيلم سعودي صُوّر في دبي بالكامل، وعُرض في 5 نوفمبر 2020.

## القصة
تدور أحداث الفيلم حول ممثلة معتزلة تفرغت لرعاية ابنتها، لكنها تقرر التراجع عن اعتزالها والعودة للتمثيل من خلال فيلم جديد، وتقع العديد من المفارقات الكوميدية خلال تصوير هذا الفيلم الجديد.

## طاقم التمثيل
- ميساء مغربي
- ماجد مطرب فواز
- زياد بن نحيت
- خالد يسلم
- نورالدين اليوسف
- راكان عبد الواحد
- عبير سندر
- عبد العزيز الدليجان «دايلر»

## الاستقبال
لم يحظ الفيلم باستقبال جيد، مما دفع السينما السعودية لإزالة الفيلم بعد وصول عدد الحضور إلى صفر.
وسخر المغردون في موقع تويتر من فشل فيلم 321 أكشن رغم الأموال الطائلة التي صُرفت على إنتاجه، فيما برر آخرون سبب انعدام المشاهدين إلى الإجراءات الوقائية المفروضة.
ورغم سخرية النشطاء من العمل الفني السعودي، إلا أن الممثل زياد بن نحيت أحد أبطال فيلم 321 أكشن صرح في لقاء متلفز: «التمثيل كان حلمي وتحقق. الآن أصبحنا نفكر ننافس العالم في مجال التمثيل».
 ودافع عدد قليل من المغردين عن فيلم 321 أكشن، حيث قال أحدهم إنه شاهد عدة لقطات منه وإخراجها كان جيدا، معتبرًا أنه «عمل جميل ويستحق فرصة. النقد قد يكون ظالما دون المشاهدة ثم إبداء الرأي». وفقا له.
وقد شكك أحد أبطال الفيلم ماجد مطرب في مسألة قلة إقبال الجمهور على الفيلم، وذكر أن «الأرقام الحقيقية لبيع التذاكر وأعداد الحضور لا تكشف إلا للمنتج فقط وليس للعامة».

## الإنتاج
صُوّر الفيلم في دبي من وحي الفنانة ميساء مغربي، ومن إخراج المخرج شادي الرملي وهو من بطولة مجموعة كبيرة من الفنانين وشخصيات عالم التواصل الاجتماعي السعوديين، استغرق تصويره شهر واحد، وقالت الكاتبة ميساء في لقاء تلفزيوني أن فيلم 321 أكشن يقدم نجوما لم يمثلوا في أعمال سينمائية سابقاً كما أنها اختارت لنفسها دور “سما” المخرجة والممثلة.